# 1984 у Миколаєві
| Роки в Миколаєві ← • 1901 • 1902 • 1903 • 1904 • 1905 • 1906 • 1907 • 1908 • 1909 • 1910 • 1911 • 1912 • 1913 • 1914 • 1915 • 1916 • 1917 • 1918 • 1919 • 1920 • 1921 • 1922 • 1923 • 1924 • 1925 • 1926 • 1927 • 1928 • 1929 • 1930 • 1931 • 1932 • 1933 • 1934 • 1935 • 1936 • 1937 • 1938 • 1939 • 1940 • 1941 • 1942 • 1943 • 1944 • 1945 • 1946 • 1947 • 1948 • 1949 • 1950 • 1951 • 1952 • 1953 • 1954 • 1955 • 1956 • 1957 • 1958 • 1959 • 1960 • 1961 • 1962 • 1963 • 1964 • 1965 • 1966 • 1967 • 1968 • 1969 • 1970 • 1971 • 1972 • 1973 • 1974 • 1975 • 1976 • 1977 • 1978 • 1979 • 1980 • 1981 • 1982 • 1983 • 1984 • 1985 • 1986 • 1987 • 1988 • 1989 • 1990 • 1991 • 1992 • 1993 • 1994 • 1995 • 1996 • 1997 • 1998 • 1999 • 2000 • → |

1984 у Миколаєві — список важливих подій, що відбулись у 1984 році в Миколаєві. Також подано перелік відомих осіб, пов'язаних з містом, що народились або померли цього року, отримали почесні звання від міста.

## Події

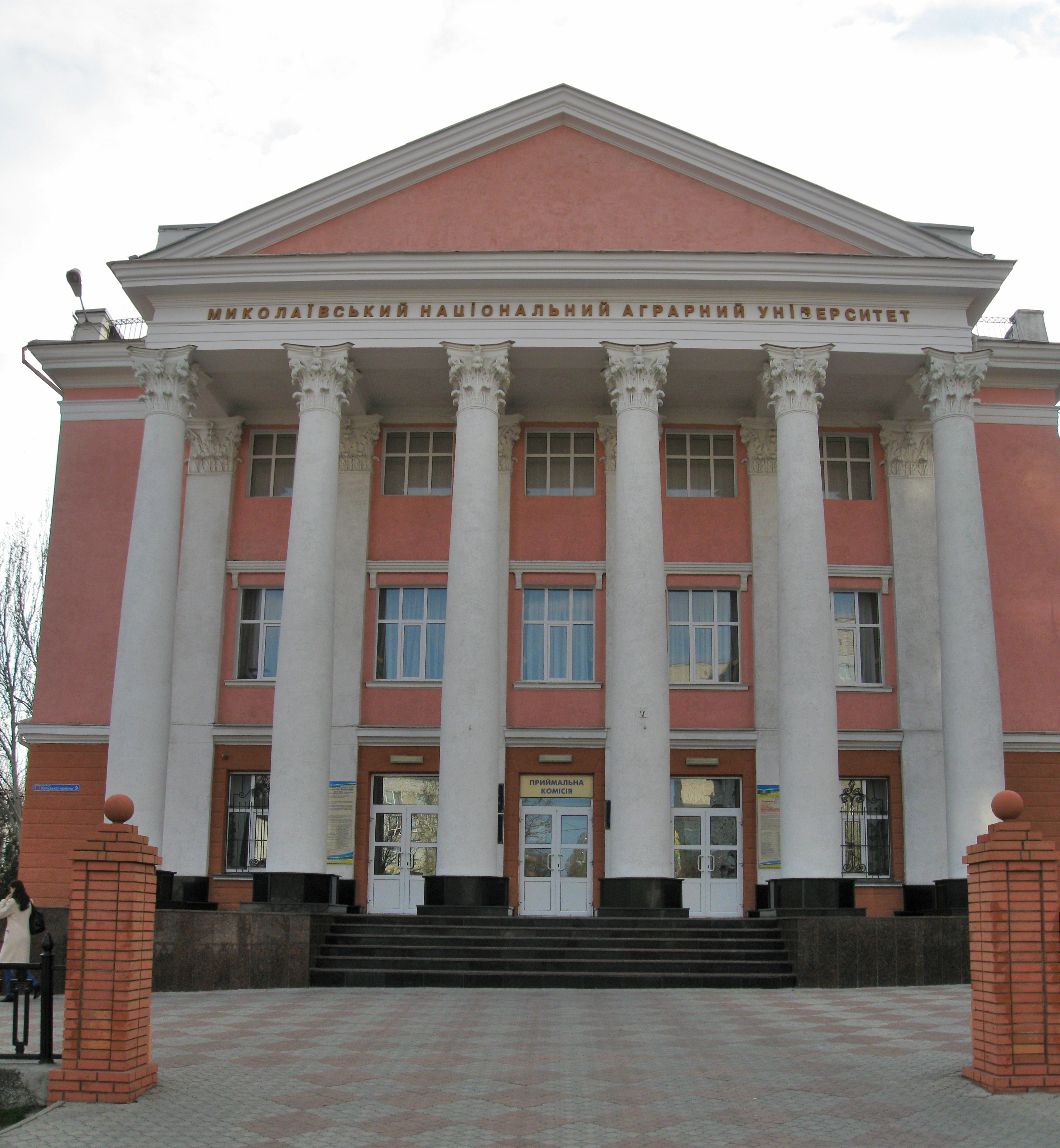
Миколаївський національний аграрний університет

- Рішенням Миколаївської обласної ради від 23 жовтня № 448 скверу 68-ми десантників, парку «Юність», скверу Юних героїв та Аркасівському скверу присвоєно статус парку-пам'ятки садово-паркового мистецтва місцевого значення, ліс поблизу Балабанівки отримав статус лісового заказника місцевого значення, Дубки отримали статус заповідного урочища місцевого значення, Турецький фонтан став гідрологічною пам'яткою природи місцевого значення.
- Того ж дня сквер суднобудівників, втратив статус пам'ятки природи місцевого значення, наданий рішенням виконкому Миколаївської обласної ради депутатів трудящих від 25 грудня 1975 № 724, через те, що на його території був створений міський дитячий парк «Казка», який був оголошений пам'яткою садово-паркової архітектури.
- Організовано філію Одеського сільськогосподарського інституту, на базі якої у 1992 було утворено Миколаївський державний аграрний університет, що 21 вересня 2012 року отримав статус національного.

## Особи

### Очільники
- Голова виконавчого комітету Миколаївської міської ради — Олександр Молчанов.
- 1-й секретар Миколаївського міського комітету КПУ — Микола Бобирєв.

### Почесні громадяни
- У 1984 році звання Почесного громадянина Миколаєва не присвоювалось.

### Лауреати
Миколаївці — художник Леонід Вишеславський та письменник Олександр Сизоненко стали лауреатами Шевченківської премії.

### Народились
- Ключко Олександр Михайлович (нар. 11 липня 1984, Миколаїв) — український боксер-любитель, семиразовий чемпіон України, бронзовий призер чемпіонату Європи 2006 року у легкій вазі, бронзовий призер чемпіонату Європи 2010 року у першій напівсередній вазі, учасник Олімпійських ігор 2008.
- Безуглий Сергій Олександрович (нар. 7 жовтня 1984, Миколаїв) — український та азербайджанський веслувальник на каное.
- Прокопенко Максим Сергійович (нар. 23 березня 1984, Вільшанка, Вільшанський район, Кіровоградська область) — український та азербайджанський веслувальник на каное. Закінчив Миколаївське вище училище фізичної культури і Миколаївський педагогічний університет.
- Макар'ян Давид Борисович (нар. 12 серпня 1984, Миколаїв) — український політик, Народний депутат України 8-го скликання, член фракції партії Блок Петра Порошенка «Солідарність».
- Ковальчук Віктор Сергійович (28 квітня 1984, Дубівка, Горностаївський район, Херсонська область — 31 жовтня 2014, Донецьк) — старший сержант Збройних сил України, учасник російсько-української війни. Кавалер ордена «За мужність» III ступеня. Мешкав з родиною в Миколаєві.
- Танасов Сергій Іванович (військовик) (нар. 30 січня 1984, Мелітополь) — старший сержант Збройних сил України, 79-а окрема аеромобільна бригада. Кавалер ордена «За мужність» III ступеня. Депутат Миколаївської міської ради від партії БПП. Голова Березанської районної державної адміністрації (2016—2019).
- Артеменко Михайло Вікторович (27 грудня 1984, Миколаїв, Українська РСР — 4 липня 2016, Красногорівка, Мар'їнський район, Донецька область, Україна) — солдат Збройних сил України, учасник війни на сході України (128-ма окрема гірсько-піхотна бригада). Кавалер ордена «За мужність» III ступеня.
- Циган Микола Олександрович (нар. 9 серпня 1984, Миколаїв, СРСР) — український та російський футболіст, воротар.
- Гончаренко Євген Геннадійович (нар. 25 жовтня 1984, Кривий Ріг) — український футболіст, який грав на позиції півзахисника. Провів 80 матчів за МФК «Миколаїв», забив 8 голів.
- Рогонян Катерина Сергіївна (25 квітня 1984, Миколаїв) — американська (до 2006 року українська) шахістка, гросмейстер серед жінок (2004).
Чемпіонка України із шахів серед жінок 2000 року. У складі збірної США бронзовий призер шахової олімпіади 2008 року.
- Храпко Євген Вікторович (19 вересня 1984, Миколаїв — 11 червня 2022, Українка, Вовчанський район, Харківська область) — український військовик, бойовий медик, інструктор з тактичної медицини і Європейської ради ресусцитації, один із засновників військово-облікової спеціальності «бойовий медик» в Збройних силах України, Герой України.
- Шафранюк Андрій Олегович (нар. 9 лютого 1984) — український колишній яхтсмен, який спеціалізувався у класі багатокорпусного («Торнадо»). Учасник літніх Олімпійських ігор 2008 року в Пекіні. Мешкав та тренувався в Миколаєві.

### Померли
- Кондратський Олександр Матвійович (1 серпня 1895, Миколаїв — 6 січня 1984, Київ) — український режисер-документаліст.
- Топоров Адріан Митрофанович (24 серпня (5 вересня) 1891, с. Стойло, Курська губернія, Російська імперія — 23 липня 1984, Миколаїв) — радянський письменник, літературний критик, публіцист, просвітник, вчитель, есперантист.
- Гаврилко Ростислав Андрійович (нар. 20 листопада (3 грудня) 1914, Харків — 1984, Миколаїв) — український радянський театральний актор і режисер, народний артист Української РСР.
- Іщенко Володимир Семенович (нар. 1 жовтня 1914, Миколаїв — пом. 6 грудня 1984, Миколаїв) — радянський український футболіст та тренер, виступав на позиції центрального захисника.
- Лапін Віктор Іванович (нар. 14 жовтня 1923, Золотарівка — пом. 23 вересня 1984, Миколаїв) — український радянський живописець і графік; член Спілки художників України.